# Kaisa Broner-Bauer
Kaisa Kerttuli Broner-Bauer, född 4 augusti 1942 i Uleåborg, är en finländsk arkitekt.
Broner-Bauer blev teknologie doktor 1986, professor i arkitektur vid Uleåborgs universitet samma år och ledare för en nationell arkitektonisk forskarskola 1995. Hennes skrifter behandlar arkitektur, bildkonst och stadsforskning.

## Utmärkelser
- Riddartecknet av I klass av Finlands Vita Ros’ orden[2]

[Redigera Wikidata]